# Convento di Santa Maria delle Grazie (Vigevano)
Il convento di Santa Maria delle Grazie ospitava la comunità dei frati minori osservanti di Vigevano.

## Descrizione e storia
La chiesa e il convento furono edificati tra il 1470 e il 1475 per ospitare i frati minori osservanti, lungo la strada per Novara. La chiesa era di stile romanico francescano e riprendeva la forma dell'omonima chiesa di Varallo. Aveva sei cappelle: la prima dedicata a San Bernardino o alla Beata Vergine (in cui era sepolto Cristoforo Macassoli da Milano, morto nel convento nel 1485); la seconda a San Fermo; la terza a San Francesco; la quarta a San Bonaventura; la quinta a San Diego; la sesta a Sant'Antonio di Padova. La facciata della chiesa era caratterizzata da pitture vaghe. Era presente un dipinto di Sant'Ambrogio e San Bernardino.
La chiesa fu consacrata nel 1578. Nel 1636 qui venne creata la Compagnia del Santo Sepolcro di Nostro Signore Gesù Cristo. Tra gli ospiti più importanti di questo convento vi furono Pacifico da Cerano, il già citato Macassoli, Bernardino Caimi e anche San Bernardino da Siena, a Vigevano nel 1431.
La chiesa e il convento furono soppressi nel 1805 e venduti per 30000 lire nel 1810. Buona parte del complesso fu abbattuta e il chiostro fu convertito ad abitazioni private.